# メトロポリタン銀行
メトロポリタン銀行（Metropolitan Bank and Trust Company）は 1962設立のフィリピンの大手ユニバーサル・バンク（商業銀行・投資銀行併営）である。本店はマニラ中心部のマカティ市。
2017年12月期の総資産（日本円換算）は約4兆円、当期利益は約420億円。2018年5月現在の株式時価総額は約6,400億円で、日本の地方銀行上位行に匹敵する。フィリピン総合指数構成銘柄。

## 企業グループ
商業銀行、投資銀行、設備リース、保険、自動車製造販売事業、不動産開発、ホテル事業、インフラ事業、クレジットカード・サービスはじめとする各種消費者金融、病院、看護学校などの事業を展開するコングロマリット 『メトロバンク・グループ』 の中核を成すのがメトロポリタン銀行である（グループ持株会社は GT Capital Holdings Inc)。
メトロバンク・グループは、トヨタ自動車、トヨタファイナンシャルサービス、オリックス、三井物産、住友商事、森ビルなどの日本企業と合弁事業を持つ。中でもトヨタ自動車、三井物産との３社合弁のトヨタモータ・フィリピンはメトロバンク・グループが51% を出資する事は特筆に価するだろう。三越伊勢丹、野村不動産との３社合弁で、デパート並びにコンドミニアムを含むマニラでの不動産開発事業も進行中である（2018年5月現在）。

## 銀行業務
メトロポリタン銀行はフィリピンでは 953支店、2,300以上の ATMで全土を隈なくカバーし、法人・個人の双方に総合金融サービスするを提供する。銀行名にメトロポリタン（大都市）を冠するものの、フィリピンの銀行の中では支店網の偏りが最も少なく、都市部のみならず全国的にバランス良く分散されている。フィリピン国外では日本をはじめ、台湾、 中国、香港、韓国、シンガポール、アメリカ、カナダ、英国などに支店または現地法人を展開する。米国、中東に出稼ぎに行っているフィリピン人による母国向け送金・預金（多くが米ドル建）の取扱い量が多く、そのため潤沢に米ドル資金を持つ。これがメトロポリタン銀行の強みの一つになっている。
メトロポリタン銀行の日本支店（東京・大阪）では大手日本企業向け米ドル建ローン並びに、法人・個人へのフィリピン向け送金サービスに注力する。 国際協力銀行、日本政策金融公庫、日本の地方金融機関など65行（庫）と提携関係を持ち、提携行・庫と協力して企業のフィリピン進出をサポーする各種サービスも提供する。

## その他
メトロポリタン銀行創業者のジョージ・ティ氏は2017年11月に日本政府から叙勲（旭日重光章）されている。https://www.ph.emb-japan.go.jp/itpr_ja/00_000395.html